# Don't Nod Entertainment
Don't Nod Entertainment (vroeger bekend als Dontnod Entertainment) is een Frans computerspelontwikkelaar. 
Het bedrijf is opgericht in 2008 en gevestigd in Parijs en. Dontnod is vooral bekend geworden met de games Remember Me (2013) en Life is Strange (2015). Voor dit laatste spel ontvingen de makers in 2015 de publieksprijs voor beste game tijdens de Game Developers Choice Awards.
Op 31 mei 2022 werd de naam van het bedrijf veranderd naar Don't Nod.

## Ontwikkelde spellen
| Release | Titel                                    | Platform                                                                              | Uitgever               |
| ------- | ---------------------------------------- | ------------------------------------------------------------------------------------- | ---------------------- |
| 2013    | Remember Me                              | PlayStation 3, Windows, Xbox 360                                                      | Capcom                 |
| 2015    | Life is Strange                          | Android, iOS, Linux, macOS, PlayStation 3, PlayStation 4, Windows, Xbox 360, Xbox One | Square Enix            |
| 2018    | Vampyr                                   | PlayStation 4, Windows, Xbox One                                                      | Focus Home Interactive |
| 2018    | The Awesome Adventures of Captain Spirit | PlayStation 4, Windows, Xbox One                                                      | Square Enix            |
| 2018    | Life is Strange 2                        | PlayStation 4, Windows, Xbox One                                                      | Square Enix            |
| 2020    | Tell Me Why                              | Windows, Xbox One                                                                     | Xbox Game Studios      |
| 2020    | Twin Mirror                              | PlayStation 4, Windows, Xbox One                                                      | Dontnod Entertainment  |
| 2023    | Harmony: The Fall of Reverie             | Nintendo Switch, PlayStation 5, Windows, Xbox Series X/S                              | Don't Nod              |
| 2023    | Jusant                                   | PlayStation 5, Windows, Xbox Series X/S                                               | Don't Nod              |
| 2024    | Banishers: Ghosts of New Eden            | PlayStation 5, Windows, Xbox Series X/S                                               | Focus Entertainment    |
| 2025    | Lost Records: Bloom & Rage               | PlayStation 5, Windows, Xbox Series X/S                                               | Don't Nod              |

## Gepubliceerde spellen
| Release | Titel                    | Platform                                | Ontwikkelaar      |
| ------- | ------------------------ | --------------------------------------- | ----------------- |
| 2022    | Gerda: A Flame in Winter | Nintendo Switch, Windows                | PortaPlay         |
| 2025    | Koira                    | PlayStation 5, Windows                  | Studio Tolima     |
| 2025    | The Lonesome Guild       | PlayStation 5, Windows, Xbox Series X/S | Tiny Bull Studios |